# Haplotàxides
Els haplotàxides (Haplotaxida) són un dels dos ordres dins la classe dels els anèl·lids subclasse Oligochaeta, l'altre ordre és Lumbriculida.
Com que els altres anèl·lids clitellatans estan entre i al voltant dels Haplotaxida i Lumbriculida, el tradicional Oligochaeta són un grup parafilètic per tant els Haplotaxida podrien passar a ser una subclasse dins de Clitellata o uns Oligochaeta expandits.

## Famílies
Dels quatre subordres de Haplotaxida, dos són llinatges menors monotípics a nivell de família. Un altre, els Tubificina, conté cucs d'aigua i el quart, els cucs de terra o Lumbricina, fan el gruix de les famílies:
Subordre Haplotaxina
- Haplotaxidae

Subordre Moniligastrina
- Moniligastridae

Subordre Lumbricina
- Alluroididae
- Eudrilidae
- Glossoscolecidae
- Lumbricidae
- Hormogastridae
- Ailoscolidae
- Lutodrilidae
- Sparganophilidae
- Criodrilidae
- Ocnerodrilidae
- Acanthodrilidae
- Octochaetidae
- Exxidae
- Megascolecidae
- Microchaetidae

Subordre Tubificina
- Dorydrilidae
- Enchytraeidae
- Naididae (incloent Tubificidae)
- Opistocystidae
- Phreodrilidae